# Castelnuovo di Garfagnana
Castelnuovo di Garfagnana település Olaszországban, Toszkána régióban, Lucca megyében. Lakosainak száma 5623 fő (2023. január 1.). Castelnuovo di Garfagnana Camporgiano, Careggine, Fosciandora, Gallicano, Molazzana és Pieve Fosciana községekkel határos.

## Népesség
A település lakossága az elmúlt években az alábbi módon változott:
| Lakosok száma | 6020 | 5936 | 5623 |
|               | 2013 | 2018 | 2023 |